# 渡口镇 (雷波县)
渡口镇，原为渡口乡，是中华人民共和国四川省凉山彝族自治州雷波县下辖的一个乡镇级行政单位。2020年6月，撤销渡口乡、谷米乡和顺河乡，设立渡口镇，以原渡口乡、原谷米乡、原顺河乡和原回龙场乡陆银沟村、顺河村所属行政区域为渡口镇的行政区域。

## 行政区划
渡口镇下辖以下地区：
渡口村、营盘村、回龙村、糖房村、那古坝村、下坪村、溜沙坡村、芦家村、新滩村、关田村、水井村和鹿角湾村。